# Las Chacas, San Felipe Orizatlán
Las Chacas är en ort i Mexiko.   Den ligger i kommunen San Felipe Orizatlán och delstaten Hidalgo, i den sydöstra delen av landet, 220 km norr om huvudstaden Mexico City. Las Chacas ligger 142 meter över havet och antalet invånare är 164.
Terrängen runt Las Chacas är platt åt nordost, men åt sydväst är den kuperad. Runt Las Chacas är det ganska tätbefolkat, med 96 invånare per kvadratkilometer. Närmaste större samhälle är Tamazunchale, 18,1 km väster om Las Chacas. Omgivningarna runt Las Chacas är en mosaik av jordbruksmark och naturlig växtlighet.